# Гречана (Волочисский район)
Гречана (укр. Гречана) — село в Волочисском районе Хмельницкой области Украины.
Население по переписи 2001 года составляло 638 человек. Почтовый индекс — 31272. Телефонный код — 3845. Занимает площадь 1,5 км². Код КОАТУУ — 6820987402.
В селе родился Герой Советского Союза Арсентий Мален.

## Местный совет
31272, Хмельницкая обл., Волочисский р-н, с. Соломна